# Apache Struts
Apache Struts is een project van de Apache Software Foundation. Apache Struts (kortweg Struts) is een implementatie van het model-view-controller-paradigma in en voor J2EE.
Een Struts-applicatie bestaat uit JSP's, FreeMarker- of Velocity-template (View-laag), Forms (Controller-laag) en Actions (Controller-laag). Bovendien voegt Struts een aantal Custom Tags toe aan de beschikbare JSP-tags en biedt het een standaard entry-point voor het afhandelen van acties van de gebruiker. Het gebruik van Struts bevordert het scheiden van de drie lagen en daardoor de herbruikbaarheid en aanpasbaarheid van de webapplicatie.
Een speerpunt in de ontwikkeling van Struts is en was internationalisatie ('I18N'). Webapplicaties die met behulp van Struts geschreven zijn, zijn daardoor doorgaans relatief eenvoudig te vertalen.